# Palacio de Horcajo de las Torres
El Palacio de Horcajo de las Torres estaba situado en el pueblo con su mismo nombre en la provincia de Ávila, España. Data de los siglos XVI-XVII y fue lugar de paso del rey Carlos I en su peregrinación hacia Yuste.

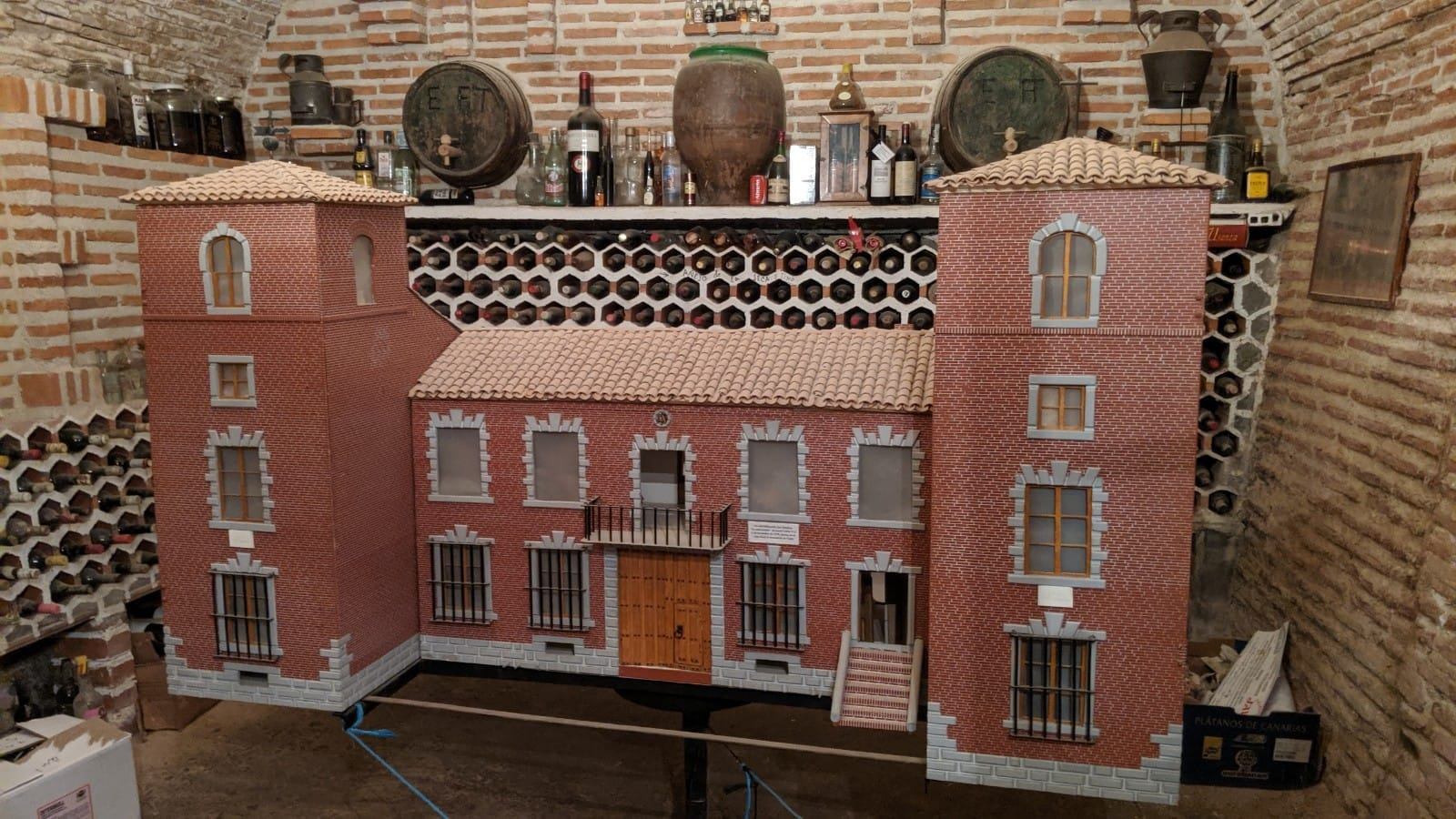
Maqueta del palacio.

## Descripción
Exterior
Sus puertas, ventanas y basamentos están conformados por sillares almohadillados mientras que el resto del edificio está compuesto enteramente por ladrillo. En sus extremos tiene dos torres salientes, actualmente derruidas, al igual que la mayor parte de la fachada, pues su puerta y sus ventanas fueron trasladadas a la urbanización Pinar de Puente Viejo (Ávila). El proyecto original del palacio tenía cuatro torres que no fueron construidas. 
Interior
Su interior también se encuentra en un mal estado de conservación, sin embargo, se conserva parte de la habitación principal, "la embovedada", llamada así por la gran bóveda que esta tenía como techo.
Bajo este palacio se encuentra su gran bodega, a la que se puede acceder con relativa facilidad y que está en un buen estado de conservación.

## Historia
A principios del siglo XVII este palacio era propiedad del Conde de Miranda. No obstante, la historia del palacio ha estado vinculada sucesivamente a tres grandes casas: inicialmente la de Miranda del Castañar, posteriormente la de Montijo y finalmente la de Alba de Tormes. 
El 6 de noviembre de 1556, el rey Carlos I pernoctó en este palacio en su viaje hacia el Monasterio de Yuste, se cree que pudo dormir o en la habitación principal, "la embovedada" o en la gran bodega subterránea.
En dicha bodega, bajo la torre izquierda, se halla una maqueta de cómo era el palacio durante sus tiempos de esplendor, realizada por el último dueño del edificio y que hace las veces de biblioteca, en la que se encuentran libros de medicina y derecho de los siglos XVIII y XIX. 
Actualmente el palacio es usado como panera dado su estado de conservación.